# Г'юстон Сміт
Г'юстон Каммінґс Сміт (англ. Huston Cummings Smith, 31 травня 1919 - 30 грудня 2016) - американський філософ і науковець, що спеціалізувався на релігієзнавстві. Його праця «Релігії світу», яка розійшлася накладом понад три мільйони примірників, є незамінним вступним посібником до порівняльного вивчення релігій.

## Біографія
Сміт народився в Китаї в родині методистських місіонерів, де провів перші 17 років свого життя. Коли він приїхав до США на навчання, то вступив до Центрального методистського університету, а згодом до Чиказького університету.
Протягом своєї кар'єри Сміт вивчав і практикував ведантизм зі Свамі Сатпракашанандою, дзен-буддизм з Гото Зуйганом і суфізм.
В юності Сміт перейшов від традиційного методистського християнства до містицизму під впливом творів Джеральда Херда та Олдоса Хакслі. У 1947 році Сміт поїхав до Трабуко в Каліфорнії, щоб зустрітися з Джеральдом Хердом, відомим письменником, який познайомив його з Олдосом Хакслі. Про цю зустріч Сміт розповідає у документальному фільмі 2010 року «Хакслі про Хакслі». Тоді у Сміта з'явився інтерес до перенніалізму, сформульований Рене Геноном, Фрітьофом Шуоном та Анандою Кумарасвамі. Цей інтерес став провідною ниткою у всіх його роботах.
Завдяки знайомству з Гердом і Гакслі Сміт згодом познайомився з Тімоті Лірі та Річардом Алпертом у Центрі дослідження особистості, де Лірі був професором і дослідником.
Група почала експериментувати з психоделіками, які Сміт пізніше назвав «емпіричною метафізикою». Досвід та історія групи описані в книзі Сміта «Очищення дверей сприйняття» (англ. Cleansing the Doors of Perception). У цей період Сміт також брав участь у Гарвардському проєкті - спробі духовного усвідомлення за допомогою ентеогенних рослин.
Під час роботи в Сиракузькому університеті Сміт отримав інформацію від вождів племені Онондага про традиції та релігійні практики корінних американців, що призвело до появи додаткового розділу в його книзі про світові релігії.
У 1990 році Верховний суд США постановив, що використання пейоту в релігійних таїнствах корінних американців не захищене Конституцією США. Сміт, видатний релігієзнавець, зацікавився цим питанням, і в 1994 році Конгрес прийняв поправку до Закону про свободу віросповідання американських індіанців, яка надала законодавчий захист їхнім релігійним практикам.
Сміт був християнином з практикою, який приписував свою віру батькам-місіонерам, які «прищепили мені християнство, здатне протистояти панівній світській культурі сучасності».